# Alexander Harvey (musicien)
 (avril 2024).
Si vous disposez d'ouvrages ou d'articles de référence ou si vous connaissez des sites web de qualité traitant du thème abordé ici, merci de compléter l'article en donnant les références utiles à sa vérifiabilité et en les liant à la section « Notes et références ».
Pour les articles homonymes, voir Alex Harvey et Harvey.
Alexander James Harvey (5 février 1935 - 4 février 1982), mieux connu sous le nom d'Alex Harvey, est un musicien écossais de blues et de rock. Bien que sa carrière se soit étendue sur près de trois décennies, il est surtout remarqué pour son rôle de leader du groupe The Sensational Alex Harvey Band, avec lequel il a connu un succès sur scène lors des années de gloire du glam rock dans les années 1970.